# Яреськи
Яреськи (укр. Яреськи) — село, Яреськовский сельский совет, Шишацкий район, Полтавская область, Украина.
Является административным центром Яреськовского сельского совета, в который, кроме того, входят сёла Бухуны, Гончары, Нижние Яреськи, Сосновка и Хвальки.

## Географическое положение
Село Яреськи находится на левом берегу реки Псёл,
выше по течению на расстоянии в 4 км расположено село Шишаки,
ниже по течению на расстоянии в 1,5 км расположено село Нижние Яреськи.
К селу примыкает большой лесной массив (сосна).

## История
В 1904 году селение являлось административным центром Яреськовской волости Миргородского уезда Полтавской губернии Российской империи, здесь насчитывалось 1900 жителей, действовала сельская школа и регулярно проходили ярмарки.
Во время Великой Отечественной войны в 1941—1943 гг. село находилось под немецкой оккупацией.
В мае 1995 года Кабинет министров Украины утвердил решение о приватизации находившегося здесь сахарного завода, в июле 1995 года было утверждено решение о приватизации ПМК № 68.
По переписи 2001 года население составляло 3958 человек.

## Экономика
- Яреськовский сахарный завод.
- ООО АФ «Им. Довженко».
- ВП"Яреськовский элеватор"

## Транспорт
Посёлок находится в 2 км от станции Яреськи Южной железной дороги.
К селу ведёт отдельная железнодорожная ветка.

## Объекты социальной сферы
- Профессионально-техническое училище № 56[5]
- Школа.
- Дом культуры.
- Яреськовский народный краеведческий музей.

## Известные люди
- Боридько Фёдор Петрович (1913—1945) — Герой Советского Союза, родился в селе Яреськи.
- Данилевский, Виктор Васильевич (1898—1960) — советский историк техники, писатель, книговед, педагог, профессор истории техники, академик, действительный член АН УССР, дважды лауреат Сталинской премии (1942, 1948).
- Жгун, Светлана Николаевна (1933—1997) — советская актриса театра и кино.

## Упоминание у Н. В. Гоголя
В повести «Ночь перед Рождеством» Гоголь пишет: «ноги [у чорта] были так тонки, что если бы такие имел яресковский голова, то он переломал бы их в первом козачке.»